# Marc-André Pilon
 (octobre 2014).
Si vous disposez d'ouvrages ou d'articles de référence ou si vous connaissez des sites web de qualité traitant du thème abordé ici, merci de compléter l'article en donnant les références utiles à sa vérifiabilité et en les liant à la section « Notes et références ».
Marc-André Pilon est un écrivain québécois né en 1980.

## Biographie
Marc-André Pilon a grandi à Vaudreuil-Dorion. Il a fréquenté l'école secondaire de la Cité-des-Jeunes, où il enseignera plus tard le français. Il a aussi fait des études en interprétation théâtrale. 
C'est un touche-à-tout culturel : musicien, critique de cinéma et journaliste 
Il est connu, entre autres, pour être l'auteur de La revanche du myope (livre récipiendaire du prix Cécile-Gagnon) et de sa suite Le myope contre-attaque. Il a complété la trilogie avec son dernier roman, Guide de survie pour myope. 
Marc-André Pilon s'implique politiquement, au niveau provincial. En effet, il a représenté Québec solidaire dans la circonscription de Vaudreuil, aux élections de 2012.

## Œuvres

### Romans

#### Série «MYOPE»
- La Revanche du Myope, Édition de Mortagne, 2011
- Le Myope Contre-Attaque, Édition de Mortagne, 2012
- Guide de Survie pour Myope, Édition de Mortagne, 2014

#### Série «INFECTÉS»
- Infectés (Tome 1), Hurtubise, 2019
- Infectés (Tome 2), Hurtubise, 2020

#### Autre
- Déluges, Hurtubise, 2021